# 제이슨 윌리엄스 (1975년생 농구 선수)

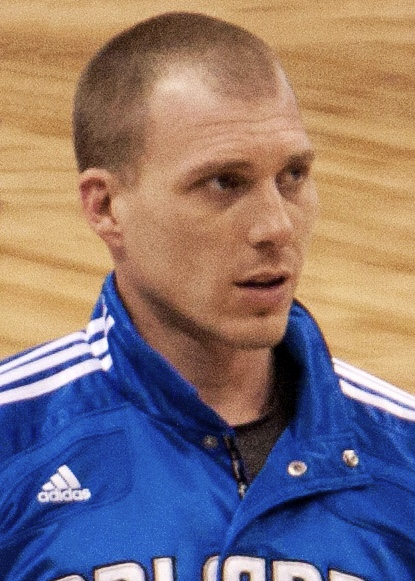

제이슨 윌리엄스(Jason Williams, 본명: 제이슨 챈들러 윌리엄스, Jason Chandler Williams, 1975년 11월 18일 ~ )는 1998년부터 2011년까지 12시즌 동안 전미 농구 협회(NBA)에서 포인트 가드로 활약한 미국의 전직 프로 농구 선수이다. 2006년에 윌리엄스는 자신의 첫 번째이자 유일한 NBA 챔피언십에서 우승했다. 마이애미 히트의 선발 포인트 가드였다. "화이트 초콜릿"이라는 별명을 가진 윌리엄스는 NBA 경력 전반에 걸쳐 독특한 스트리트 볼 플레이 스타일로 유명하다.
웨스트 버지니아 출신인 윌리엄스는 마셜 대학교와 플로리다 대학교에서 대학 농구를 했다. 새크라멘토 킹스는 1998년 NBA 드래프트 1라운드에서 그를 선택했다. 또한 경력 전반에 걸쳐 멤피스 그리즐리스, 마이애미히트 및 올랜도 매직에서 뛰었다. 히트는 윌리엄스를 2007년 역대 최고의 선수 25명 중 한 명으로 선정했다.

## 프로 경력
- 새크라멘토 킹스 (1998-2001)
- 멤피스 그리즐리스(2001~2005)
- 마이애미 히트(2005~2008)
  - 챔피언십 시즌(2005~2006)
  - 성과 저하(2006~2008)
- 올랜도 매직 (2009-2011)
- 멤피스로 복귀(2011)